# رابرت تریورس
رابرت تریورس (انگلیسی: Robert Trivers؛ زادهٔ ۱۹ فوریهٔ ۱۹۴۳) یک دانشمند در زمینه زیست‌شناسی فرگشتی و زیست‌جامعه‌شناسی اهل ایالات متحده آمریکا است.
وی همچنین برنده جوایزی همچون کمک هزینه گوگنهایم شده‌است.
رابرت تریورس که از نظریه‌پردازان برجسته جامعه‌شناسی و روان‌شناسی فرگشتی است در اوج شهرت خود کتاب تحقیقاتی‌اشِ فریفتن دیگران و خودفریبی را که پژوهش‌های۴۰ سال اخیرش را دربرمی‌گیرد به چاپ رسانده‌است. تریورس معتقد است فریب یکی از شاخصه‌های بقای موجود زنده است. ویروس‌ها، باکتری‌ها و گیاهان هم باید برای ادامه حیات خویش دغل‌کاری کنند. عمل فریفتن و کلک زدن حتی در ساختمان ملکولی موجود زنده نیز صورت می‌پذیرد. تمامی روابط پایه‌ای در بین موجودات زنده بر اساس فریفتن است.